# Edward Skórzewski

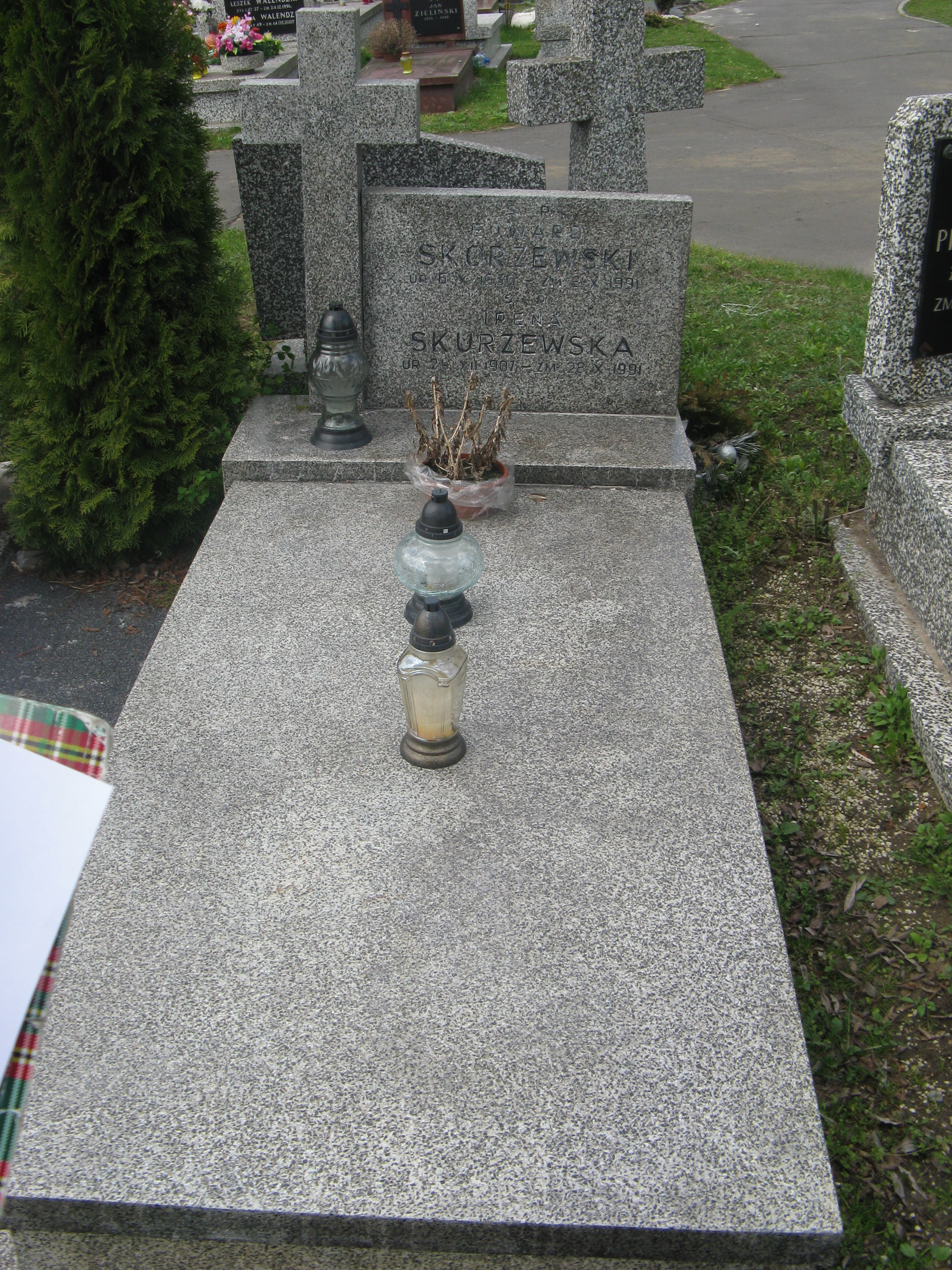
Grób Edwarda Skórzewskiego, Cmentarz Komunalny Północny w Warszawie

Edward Skórzewski (ur. 6 października 1930 w Łodzi, zm. 8 października 1991 w Warszawie) – polski reżyser i scenarzysta filmowy.

## Życiorys
Był absolwentem Wydziału Reżyserii Wszechrosyjskiego Państwowego Instytutu Kinematografii im. Gierasimowa (WGIK) w Moskwie. W 1954 rozpoczął pracę w Wytwórni Filmów Dokumentalnych w Warszawie jako reżyser filmów dokumentalnych. W latach 1954–1963 wspólnie z Jerzym Hoffmanem zrealizował 27 filmów dokumentalnych. W latach 60. XX w. razem wyreżyserowali także trzy filmy fabularne: 
- Gangsterzy i filantropi (1962),
- Prawo i pięść (1964)
- Trzy kroki po ziemi (1965).

Później zakończył współpracę z Hoffmanem. Samodzielnie zrealizował jeszcze ponad 20 filmów dokumentalnych i jeden fabularny – Romeo i Julia z Saskiej Kępy (1988).
Został pochowany na Cmentarzu Komunalnym Północnym na Wólce Węglowej w Warszawie.

## Ważniejsze filmy dokumentalne
- Czy jesteś wśród nich? (1954)
- Uwaga, chuligani! (1955)
- Dzieci oskarżają (1956)
- SOPOT 1957 (1957)
- Tor (1958)
- Pamiątka z Kalwarii (1958)
- Aby kwitło życie... (1961)
- Dwa oblicza Boga (1961)
- Chwila wspomnień (1964)
- Tysiąc lat później (1966)
- Tolerancja (1967)
- Kusy (1968)
- Jedni z pierwszych (1970)
- Doktorant (1973)
- Melpomena w mundurze (1973)
- Temat (1975)
- Trasy (1975)
- Złom (1986)
- Błękitna (1986)
- Życie jest... (1986)